# Lora Zombie
Lora Zombie, Rússia (março de 1990) é uma das artistas do Eyes On Walls. Esta é uma companhia de arte que agencia jovens promissores cuja inspiração é a cultura popular urbana. Autonomeou-se Lora Zombie para homenagear o “Zombie Flesh Eaters”, coletivo criado para atender todas as demandas do projeto musical Gorillaz, onde sonhava trabalhar no início da carreira. Autodidata também autointitula sua obra como “grunge art”.
As crianças e o universo infantil são temas recorrentes em seus trabalhos. Os animais também aparecem constantemente desde sua forma mais fantástica – como unicórnios, por exemplo – até pandas e baleias. A ironia costuma habitar suas telas ao lado de certa tristeza e um tanto de sátira social.
Lora usa tinta acrílica tanto mais concentrada quanto mais diluída em água, dando o efeito de aquarela que vemos em todas as suas obras. À tinta é dada a chance de correr livre pela pintura e é recorrente o contraste de escuridão e explosão de cores,  trazendo certa psicodelia ao conjunto da obra.